# John Hewitt (Zoologe)
John Hewitt (* 23. Dezember 1880 in Dronfield bei Sheffield, England; † 4. August 1961 in Grahamstown, Südafrika) war ein südafrikanischer Zoologe britischer Herkunft. Sein Forschungsschwerpunkt war die Herpetofauna des Ostkaps.

## Leben und Wirken
Wissenschaftlich bereits als Schüler interessiert, studierte Hewitt an der University of Cambridge Naturwissenschaften. 1903 graduierte er am Jesus College zum Bachelor of Arts. Von 1905 bis 1908 war er Kurator am Sarawak Museum in Kuching, Borneo. 
1909 zog er nach Pretoria in Südafrika, wo er am Transvaal Museum eine Position als Assistenzkurator für niedere Wirbeltiere annahm. 1910 übernahm er von Selmar Schönland den Direktorenposten des Albany Museums in Grahamstown in der heutigen Provinz Ostkap. Trotz geringer Geldmittel baute Hewitt eigenhändig eine umfangreiche herpetologische Sammlung auf. 1920 und 1938 wurden Erweiterungen zum Museum hinzugefügt. Im September 1941 vernichtete ein Brand im Hauptgebäude den Großteil von Hewitts Sammlung, darunter viele Präparate und das Verzeichnis der Neuerwerbungen.
Hewitt erhielt zahlreiche Auszeichnungen für seine Forschungsarbeit, darunter 1935 einen Ehrendoktortitel der Rhodes University. Als er 1958 in den Ruhestand ging, wurde der Archäologe Hilary John Deacon sein Nachfolger am Albany Museum.
Hewitt war ein vielseitig interessierter Naturforscher. Seine erste Aufmerksamkeit galt den Spinnen, über die er zahlreiche Artikel verfasste. Seine erste herpetologische Arbeit war 1905 über die Schlangen Sarawaks. Im Zeitraum zwischen 1909 und 1938 verfasste er 45 wissenschaftliche Arbeiten über Amphibien und Reptilien, wovon sich die meisten mit der Systematik und der Verbreitung beschäftigten. Den Schwerpunkt der von Hewitt beschriebenen Reptilien- und Amphibienfauna bildete Südafrika, darunter befinden sich Taxa wie die Eastwood-Geißelschildechse (Tetradactylus eastwoodae), der Königs-Gespenstfrosch (Heleophryne regis), der Kap-Gespenstfrosch (Heleophryne rosei), der Natal-Gespenstfrosch (Hadromophryne natalensis), Acontias namaquensis, Cordylus coeruleopunctatus, das Namaqua-Zwergchamäleon (Bradypodion occidentale) sowie mehrere Arten der Dickfingergeckos (Pachydactilus). 1911 unternahm Hewitt gemeinsam mit Baron Paul Ayshford Methuen eine Sammelexpedition nach Madagaskar, über die er 1913 zwei wissenschaftliche Artikel verfasste.
Seit 1931 veröffentlichte Hewitt mehrere Artikel über Schildkröten. Die vom Albany Museum erworbene umfangreiche Schildkrötensammlung von James Edwin Duerden (1869–1937) wurde durch Hewitt stark vergrößert. Basierend auf diesen Sammlungsstücken unterschied Hewitt viele örtliche Populationen und beschrieb viele davon als neue Unterarten. Allein von der Zeltschildkröte (Psammobates tentorius) führte Hewitt 27 verschiedene Unterarten auf, von denen er 16 neu beschrieb. In ihrer Monographie Revision of the African Tortoises and Turtles of the Suborder Cryptodira von 1957 über die Schildkröten und Landschildkröten Afrikas akzeptierten Arthur Loveridge und Ernest Edward Williams (1914–1998) jedoch nur noch drei Unterarten.
Hewitt veröffentlichte ein Buch, einen reichlich illustrierten Feldführer über die Amphibien und Reptilien (aber auch über andere Wirbeltiere) der östlichen Kapprovinz. Dieses Werk erschien 1918 und 1937 in zwei Teilen. Nach dem Brand im Jahre 1941 gab Hewitt die herpetologische Arbeit auf und widmete sich der Archäologie.

## Dedikationsnamen
Nach John Hewitt sind unter anderem folgende Taxa benannt: Anhydrophryne hewitti (1947 durch Vivian Frederick Maynard FitzSimons), Goggia hewitti (1995 durch Aaron M. Bauer, William Roy Branch und David Andrew Good) und Heleophryne hewitti (1988 durch Richard Charlton Boycott).